# Jelena Bugarska
Bugarska plemkinja Jelena (Елена Българска, Јелена) bila je kraljica supruga i carica Srpskog Carstva. Na hrvatskom je znana i kao Helena.
Njezina je majka bila gospa Keraca Petrica, kći despota Šišmana od Vidina. Bila je potomak carice Irene Komnene.
Jelenin otac je bio despot Stracimir od Krana, a brat joj je bio car Ivan Aleksandar.
19. travnja 1332. Jelena se udala za „cara Srba i Grka”, Stefana Uroša IV. On joj je bio vjeran suprug, a ona mu je rodila dvoje djece:
- Stefan Uroš V.[6]
- Irina

Moguće je da je Irina bila supruga Grgura Preljuba.
1350. Jelena je bila u Veneciji, a bila je i regentica svom sinu od 1355. do 1356.
1359. je postala redovnica Elizabeta (Jelisaveta). Umrla je 1374.